# República Aristocrática
República Aristocrática (1895-1919) es el término acuñado por el historiador Jorge Basadre para referirse al período de la historia republicana del Perú caracterizado por el dominio político de una oligarquía dedicada a la agroexportación, minería y las finanzas, por el medio del Partido Civil.
El periodo comienza con el ascenso al poder del político y abogado arequipeño Nicolás de Piérola lo que marca el inicio de una sucesión de gobiernos elegidos democráticamente, hasta el golpe de Augusto Leguía en 1919. La única interrupción de esta sucesión se produce en 1914 cuando, debido a diferencias entre el Partido Civil y Guillermo Billinghurst, el general Óscar Raimundo Benavides da un golpe de Estado para convocar a elecciones generales. Es el segundo periodo más largo de sucesión democrática en la historia republicana del Perú.

## Formación

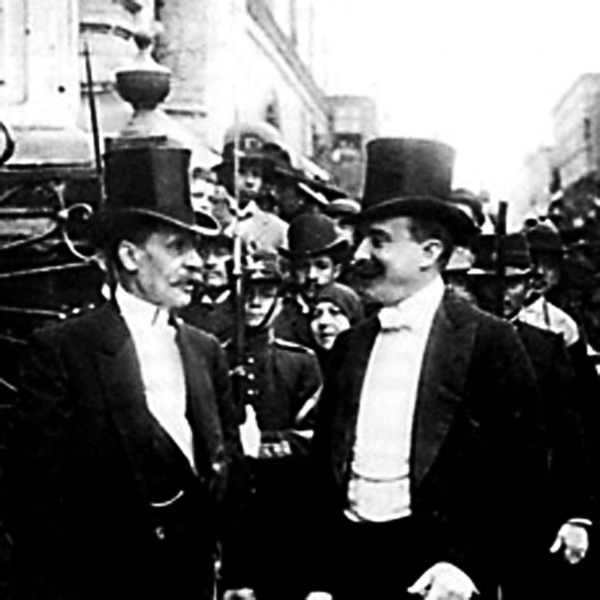
Manuel Candamo y José Pardo y Barreda, dos de los principales miembros de Los veinticuatro amigos, grupo oligárquico que gobernó al Perú durante la República Aristocrática.

La situación colonial del país continuó luego de la independencia pero esta vez ya no dependiendo de España sino a través de la dependencia del capital europeo y norteamericano, y es particularmente durante la República Aristocrática en que la dependencia al capital norteamericano se empieza a forjar. La República Aristocrática es el período de la historia republicana comprendido entre los años 1899 a 1919 caracterizado por la sucesión de gobiernos dirigidos por la élite política y económica del país, marcado por la alianza entre las elites política y económica para poder gobernar el Perú, eliminando cualquier otro tipo de propuesta política que no proviniera de este consenso.

### Consenso de fuerzas políticas
Se inicia con el consenso de dos fuerzas políticas predominantes, civilistas y demócratas, para derrocar a Andrés Avelino Cáceres. Seguida por la alianza entre Nicolás de Piérola y la oligarquía civilista quienes necesitaban una figura con gran respaldo popular para poder pacificar el país, convirtiéndose así Piérola en su “hombre a caballo”. Piérola permite tener una estabilidad política desde 1895 hasta 1899, año en que transfiere el poder a los civilistas quienes lo toman hasta 1919, ya que durante el periodo de Piérola, estos habían logrado ocupar los puestos públicos estratégicos como el Aparato Electoral lo que les permitió manipular las elecciones, permitiendo la derrota de los demócratas.
Los políticos siempre representan a algún grupo de poder económico, lo que no fue la excepción durante este periodo. El consenso político entre los partidos civilistas y demócratas representaban los intereses económicos de los hacendados azucareros de la costa, los industriales, los comerciantes, las élites terratenientes de la sierra y otros. Cuyo objetivo era favorecer.

### Crisis europea
Pero este periodo no solo estuvo caracterizado por el consenso político sino también por la crisis económica que golpeó Europa entre 1892-1895, lo que produjo en el Perú la reducción de las inversiones extranjeras, así como el aumento de las Inversiones Nacionales. Lo que produjo que los exportadores pudieran estar listos para exportar una vez que Europa salió de la crisis en 1895 y empezara a demandar productos como el azúcar, lana, algodón, café, cobre, zinc, plomo. Los exportadores también se vieron beneficiados por el tipo de cambio favorable al contarse con una divisa fuerte. Este boom exportador permitió que las ganancias se reinvirtieran para modernizar las plantas exportadoras.
También permitió que las ganancias se reinvirtieran en las industrias de manufacturas locales, ya que los asalariados del sector exportador se habían convertido en un gran mercado para los productos de estas industrias.
La falta de importaciones debido a la crisis europea hizo que también se invirtiera en la producción de piezas para las maquinarias de los ingenios azucareros y fundiciones.

### Reformas iniciales
El Gobierno de Piérola llevó a cabo una serie de políticas económicas y fiscales: una de las más importantes fue poner barreras arancelarias a los productos importados de tal forma que fomentaran la industrialización por sustitución de importaciones. Otra medida para incentivar el comercio hacia el interior del país fue la de caminos, por la que movilizó a los nativos de las comunidades aledañas.
En el plano tributario, “eliminó” el Tributo Indígena con el fin de dejar sin rentas a las Juntas Departamentales que simpatizaban con Cáceres, su enemigo político. Esto no significa que eliminó la carga tributaria al indígena, pues por el contrario, ellos fueron afectados usando el impuesto a la sal lo que originó las protestas de los campesinos que fue reprimida violentamente causando muchas muertes.
Las Fuerzas Armadas habían sido desde el inicio de la república el estado mismo, la guerra con Chile y el Perú.

### La exclusión y la opresión
El otro lado de la bonanza económica fue la exclusión y la opresión. El gobierno de Piérola fue autocrático, “paternalista”, y no democrático. Se opuso a la ley que permitía el voto de los que no sabían leer ni escribir. Como los sectores populares no podían votar, y solo lo podían hacer los sectores acomodados se garantizaba la continuación de los gobiernos conservadores. Como consecuencia las clases bajas no se integrarían al poder político y sus demandas no serían escuchadas.
Sumado a ello, Piérola continuó con la política de Cáceres respecto a los hacendados de las regiones del Perú, uniéndose a ellos para restaurar las relaciones jerárquicas de autoridad que se habían destruido durante la guerra. Usando la represión y la exclusión si las clases subalternas no lo aceptaban.
El gobierno central dependía de los gamonales -los grandes señores feudales de la sierra- para controlar el descontento de los campesinos. Así los representantes de los gamonales que obtienen cargos para el congreso en las elecciones regionales apoyan al gobierno central a cambio de que este deje gobernar a los gamonales a su antojo.

## Inicio de la dependencia económica

### La minería
La minería en la sierra revivió después de la guerra, con el impulso de la minería de plata de Casapalca explotada por empresarios de la zona desde 1880, y siguió con el descubrimiento de nuevas minas en Morococha en el año 1890. Pero en 1892, dos hechos ocurren: primero, la caída internacional del precio de la plata y luego la suspensión de la acuñación de las monedas de plata en el país, hizo que las ganancias de los empresarios mineros de plata cayera. Por la misma época se inicia el boom internacional del cobre que algunos empresarios locales empiezan a explotar. Alrededor de 1893 se terminó de construir el tren de La Oroya, lo que hará más accesible las minas de Morococha y Cerro de Pasco, y permitirá que las inversiones norteamericanas ingresen y compren a precios muy altos la mayoría de minas e incluso la fundición de Casapalca. Estas inversiones norteamericanas estaban financieramente a la par del estado peruano y muy por encima de los mineros peruanos.
El ingreso de los capitales estadounidenses permitió la expansión de la minería por el uso de nueva tecnología, pero dejó esta zona del país en el atraso debido a que las utilidades de esta explotación se fueron a los Estados Unidos. Además el Estado Peruano no reguló este sector lo que permitió a estas compañías hacer las cosas a su gusto. Como resultado de esto la tasa interna de retorno de la Cerro Corporation fue del 55 %, más alta que la de las 3 compañías chilenas del cobre que solo alcanzaban el 35 %.
Cuando las minas eran explotadas por los empresarios locales el dinero producto de las utilidades se reinvertía en la región en la producción agraria y en el comercio de la región. Impulsando incluso el cultivo del café en la ceja de selva peruana. Cuando llegan los norteamericanos las utilidades no regresan pero a pesar de eso queda suficientemente dinero para generar producción y comercio, originando la creación de una nueva élite regional en el centro del Perú, conformada por mineros, hacendados y comerciantes.

### Los hacendados y los campesinos en la Sierra
La relación entre los hacendados y los campesinos se va a caracterizar por el cercamiento de las comunidades. Debido a que los hacendados y empresarios buscan expandir sus tierras para incrementar sus cultivos, estos echan ojo a las posesiones de los campesinos y de las comunidades campesinas. Estas últimas que ya se encontraban debilitadas por la guerra, al reducirse su población masculina y la cantidad de cultivos, fueron presa fácil de la usurpación de tierras por parte de los hacendados quienes recurrieron a los cobros coactivos por deudas o a la compra forzada. Empieza a germinarse las causas de la violencia, al formarse los grandes latifundios, dirigidos por hacendados déspotas, y por los que muchos campesinos se quedan sin tierra.
La situación en la sierra sur tiene un tinte diferente debido a la exportación de lana hacía Gran Bretaña. Estas exportaciones se habían duplicado entre el periodo de 1885–1895 y 1920 pasando de 2624 toneladas métricas de lana a 5286. Existían dos tipos de lanas: las de baja calidad producidas por los hacendados en gran escala, y las de alta calidad que provenían del altiplano y que se vendían a comerciantes arequipeños. Formando una economía de producción e intercambio entre los campesinos, comerciantes y hacendados.

### La Costa: el azúcar y el algodón

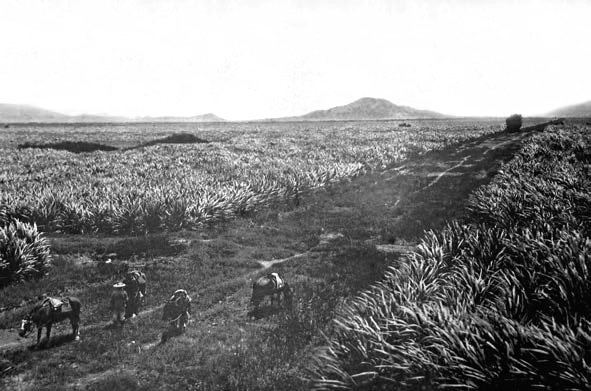
La Hacienda azucarera Larco.

Por otro lado en la costa norte, el azúcar era el primero de los productos peruanos de exportación ya desde antes de la guerra, el ingreso de nuevos inversionistas permitió revivir esta industria. De los antiguos hacendados algunos sobreviven y algunos venden por quiebra. Durante la república aristocrática existieron 2 booms: el primero en 1890, en el que las ventas crecieron en 83 %, y el segundo en 1914- durante la Primera Guerra Mundial- en el que las ventas crecieron en 77 %.
Asimismo, en la costa central específicamente en Ica y Cañete, se producía el algodón. Este era el segundo producto de exportación. Los hacendados algodoneros no tenían tanto peso político y económico como si lo tenían los hacendados azucareros. Por otro lado, esta industria beneficio tanto a los grandes productores como a los campesinos, ya que los cultivadores de algodón daban tierras a cambio de la mitad de la producción y también contrataban migrantes de la sierra para cultivar sus mejores campos, quienes luego regresaban a sus tierras y reinvertían en sus propios cultivos.

### Elboomdel caucho

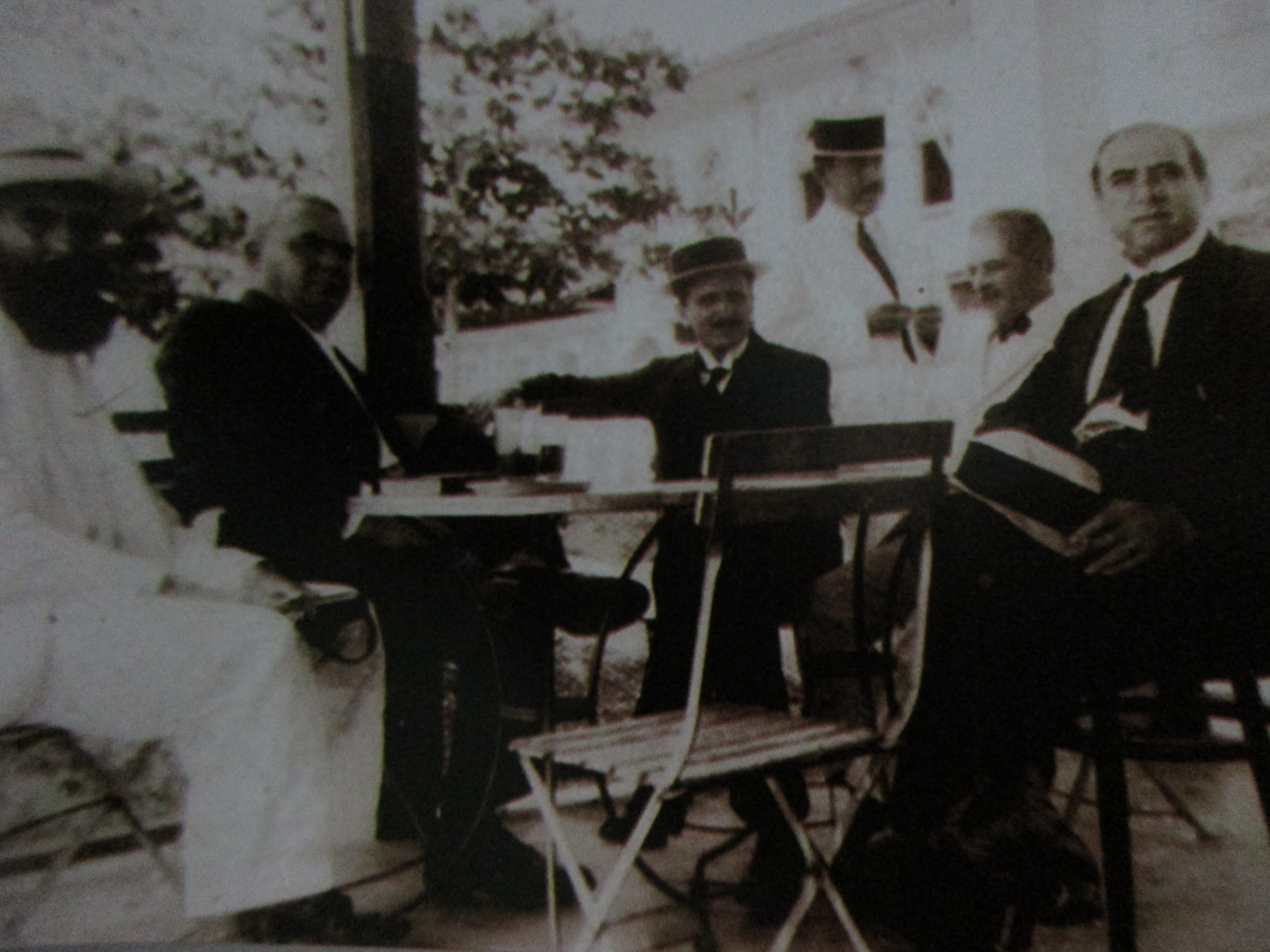
Barones del caucho de diferentes nacionalidades afincados en Iquitos, Perú.

La economía en la selva se desarrolló entre 1880 y 1920. En 1880, Europa y EE. UU. demandan alta cantidad de un producto llamado caucho, por lo que Perú y Brasil se convierten en exportadores de este producto, el cual provenía de la recolección en los árboles de goma que existían y no de ninguna plantación. La extracción la realizaban los indios nativos quienes fueron semi-esclavizados obligados a trabajar y quienes morían de desnutrición y enfermedades. Esto produjo un escándalo internacional por el trato que se le dio a los nativos por parte de la Peruvian Amazon Company entre 1908 y 1912. Los principales "barones del caucho" fueron Carlos Fermín Fitzcarrald y Julio César Arana, quienes usaron el dinero de las ganancias en importaciones lujosas y para mantener sus estilos de vida. En 1912, sus exportaciones alcanzaron el 30 % de las exportaciones totales, sin embargo no desarrollo la economía de la zona debido a la falta de eslabonamientos con la economía nacional. Finalmente, en 1915 los precios del caucho empezaron a caer, debido a que la oferta de este producto se vuelve mayor y que la producción del lejano oriente más industrializada, acaparara la producción de este producto. Así en 1920, el boom del caucho concluye y la economía amazónica se volvió a estancar.

### El petróleo: el enclave extranjero
Nuevamente la explotación primaria era hacia donde se orientaba la demanda extranjera. La explotación del petróleo que estaba en manos de empresas extranjeras se ubicaba en la costa norte del Perú, Piura y Tumbes. En 1904, la explotación de este recurso aumenta debido al aumento de la demanda nacional e internacional. Un poco antes de la Primera Guerra Mundial la Standard Oil de New Jersey compra los campos petrolíferos que estaban en manos de los británicos (yacimiento La Brea y Pariñas). Esta empresa es más conocida en el Perú como la International Petroleum Company (IPC), las ganancias de la IPC eran altísimas y los impuestos escandalosamente bajos, ya que tenían el poder suficiente para manejar a los políticos.

### La postura dependentista
Esta teoría dice que el subdesarrollo es responsabilidad de la élite que sobrevivió a la guerra con Chile. Esta élite que estaba formada por un círculo de familias acaudaladas –de 30 a 40- llamada “burguesía” o “plutocracia”, quienes ganaron el control del Estado y sus recursos y los uso para sus intereses individuales y de clase. En primer lugar, esta élite promovió las exportaciones pero no la industrialización, además operó en forma rentista, para finalmente, unirse a los gamonales y los capitalistas extranjeros. Esta élite careció de un “Proyecto Nacional” para el desarrollo, y solo promovieron sus intereses de clase limitados y egoístas. Es decir, subordinaron económicamente al país y lo pusieron en riesgo, al sobreespecializarse en la producción de las mercancías para la exportación - controlada por la élite, y al depender en exceso del capital y de los mercados extranjeros.
Jorge Basadre los describía así: El Partido Civilista, expresión política de este grupo, estaba formado por: Grandes Propietarios Urbanos, Productores de Azúcar y Algodón, abogados famosos, médicos notables, etc., que vivían en un mundo integrado por matrimonios entre grupos familiares. Gilbert decía: «el núcleo de la élite es un grupo: Los 24 amigos quienes se reunían en el Club Nacional a discutir el manejo nacional, formaron parte de este grupo 2 presidentes, 8 ministros de economía, los propietarios de los diarios, así como los oligarcas del guano».

### Ideología de la República Aristocrática

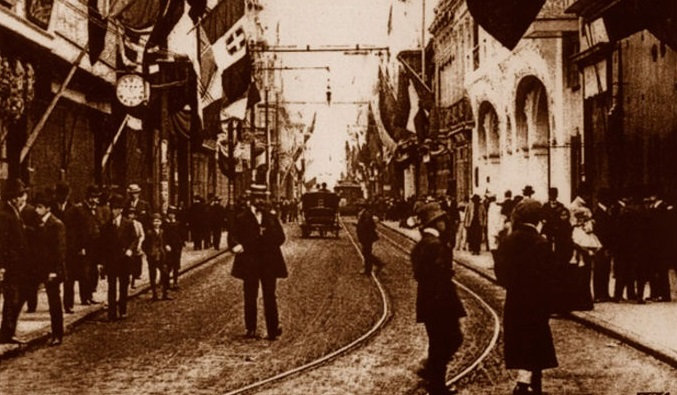
Barrio Italiano en el Jirón de la Unión.

El modo de pensamiento y las ideas en este periodo estaban marcadas por la perspectiva elitista del gobierno y por un marcado desprecio hacia las clases populares. Se pensaba que el gobierno debía ser de una élite exclusiva, poderosa, represiva y aristocrática; su visión era europeizante tratando en lo posible de establecer parámetros de creación, de gobierno, de educación, de moda y de estilos de vida y giros lingüísticos ingleses y franceses principalmente; se sentían de este modo más cerca de Europa que del mismo interior del Perú, pues vivían en las zonas más exclusivas de Lima, centro de contacto del Perú con el exterior, con escaso o nulo conocimiento de los padecimientos de los trabajadores y obreros de sus fábricas, minas y haciendas de la costa y sierra del país. Además, este periodo de la historia fue marcado por una poderosa imagen racista y despreciativa hacia el elemento humano y cultural autóctono, a los que consideraban bárbaros. De este modo la aristocracia peruana vivía de espaldas a los sectores populares y culturales del país.

### Los conflictos políticos, sociales y rurales

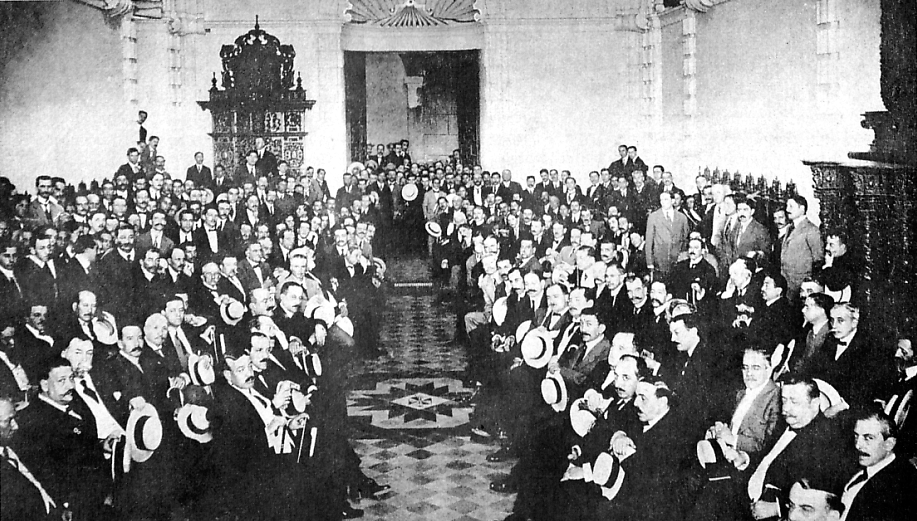
Convención de partidos realizada en Lima en 1915, para elegir una candidatura única para las elecciones presidenciales de ese año.

La república aristocrática no fue del todo estable, pues existieron pugnas de poder debido a las rivalidades individuales y entre los distintos clanes. Estas facciones se agrupaban en torno a los caudillos; dentro del partido civil estaban Augusto Leguía, Rafael Villanueva Cortez y José Pardo y Barreda. En el congreso igual había grupos de seguidores de Piérola, Leguía y Pardo. Este faccionalismo y pugnas de poder llegó a su clímax con la escisión de parte importante del civilismo cuando Leguía estaba en el poder, llevando al debilitamiento del partido civilista.
La clase obrera no era homogénea, en el Perú estaba dividida por su extracción social y además por la geografía. Los trabajadores más organizados eran los que estaban en Lima y fundamentalmente los ligados al sector exportador eran los que podían conseguir mejoras a sus reclamos. El mutualismo que asoció a los trabajadores durante muchos años, cedió paso al anarquismo que fue la forma que vieron los trabajadores para reclamar por sus bajos salarios y terribles condiciones laborales. Con el apoyo de los obreros se elige al primer presidente populista del Perú, el cual es luego derrocado por la élite a través de las fuerzas armadas. 
Con el inicio de la Primera Guerra Mundial tanto las importaciones como las exportaciones se vieron afectadas, pero una vez que la demanda extranjera se reinició produjo ganancias inesperadas con la subida de precios de los productos, es en este periodo que la minería y el petróleo pasan completamente a manos de un monopolio de empresas extranjeras. Y es aquí cuando los estadounidenses empiezan a tener más preponderancia en la economía del país.
Esta época de bonanza hizo que las élites se dedicaran intensamente a la exportación basada meramente en la acumulación de riquezas descuidando la producción de manufacturas nacionales para el consumo interno, lo que sería una de las causas del posterior empeoramiento de las condiciones económicas de los trabajadores y de conflictos sociales.
Debido a las perturbaciones de la guerra, ocurre en la sierra sur del Perú el levantamiento de Rumi Maqui (Teodomiro Gutiérrez Cuevas) -un anarquista- que trató de agrupar a los indígenas en contra de la explotación y abusos que los campesinos recibían de los gamonales, apelando a una imagen ancestral y mesiánica, trató de crear ciertas reformas legislativas y educativas este movimiento al elegir representantes- que no tenían origen campesino- en los pueblos de la zona, el movimiento fue sofocado duramente y Rumi Maqui huyó.
Los movimientos obreros y sindicales se vieron alentados también por la Revolución Rusa que prometía el surgimiento de un país donde los trabajadores serían los dueños de su destino y en el que no serían explotados más.
La aparición de la generación del centenario con figuras como José Carlos Mariátegui, Luis Alberto Sánchez, Jorge Basadre, Raúl Porras Barrenechea quienes a través de su ideología confrontaron las ideas preexistentes de la generación del novecientos. Es en San Marcos donde se impulsa la reforma universitaria con el fin de poder elegir a los catedráticos para así poder recibir una formación de acuerdo a las diferentes corrientes ideológicas de la época, cuestionando el tradicionalismo de la educación universitaria y el dominio del civilismo en ese plantel de educación superior.
La huelga de 1918-1919, por la jornada de las 8 horas de trabajo marca un hito en los movimientos sociales del Perú al haber logrado con una movilización general alcanzar este reclamo por mejores condiciones de trabajo, una consecuencia directa del mismo fue el fortalecimiento del movimiento sindical, el que luego en 1919 fue usado por Leguía para llegar al poder, iniciando su gobierno de once años, conocido como el Oncenio.

## Gobernantes
La República Aristocrática abarca los gobiernos desde 1895 hasta 1919, desde la gestión de Nicolás de Piérola hasta la segunda de José Pardo y Barreda. Durante este periodo histórico, el poder político y económico se sostuvo en los civilistas; los demócratas pasaron entonces a la oposición. El predominio del civilismo se habría de prolongar a lo largo de 24 años.

### Gobierno de Nicolás de Piérola (1895-1899)
- Se estimuló el ahorro, se evitaron empréstitos que endeudaban más al país y se fomentó la formación de cooperativas.
- Se reformó el sistema monetario con la implantación del patrón de oro. Por ley del 29 de diciembre de 1897 se ordenó la acuñación de la Libra Peruana de Oro, con el mismo ley y peso de la libra esterlina inglesa.
- Reducción del impuesto a los productos de primera necesidad (alimentos) e incremento de los que sirven de placer o de vicio (alcohol y tabaco).
- Se impulsó el desarrollo de la Amazonía, cuyo auge económico se inició con la explotación del caucho.
- Mariano Madueño intentó crear un estado federado en Loreto, conocido como el Estado Federal de Loreto.
- Por ley del 22 de enero de 1896 se creó el Ministerio de Fomento, para organizar un plan de obras públicas e impulsar el desarrollo industrial. Su primer ministro fue el ingeniero Eduardo López de Romaña, que después fue quien sucedió a Piérola en la presidencia.
- Se creó la Escuela Militar de Chorrillos, el 24 de abril de 1898, cuyo fin era hacer de la milicia una carrera técnica.
- Llegó el progreso técnico: el primer fonógrafo (1896); el primer cinematógrafo (1897), cuya función inaugural fue dada con la presencia de Piérola; los rayos Roentgen (1896); los primeros automóviles (1898) y se aumentaron las líneas telefónicas.
- Se implantó el estanco de la sal, cuyo producto fue destinado como fondo para el rescate de Tacna y Arica, en poder de Chile.
- Se firmó el Tratado Billinghurst-La Torre (1898) para establecer el procedimiento normativo a seguir en la realización del plebiscito en Tacna y Arica. Este no llegaría a realizarse nunca, y más bien Chile acentuó su política de chilenización en dichas provincias peruanas.

### Gobierno de Eduardo López de Romaña (1899-1903)
- Promulgó el código de aguas, el código de minería y el código de comercio.
- Se desarrolló la agricultura, la minería y la industria.
- Se iniciaron las exploraciones a la selva
- Se establecieron los primeros grupos sindicalistas en Lima.
- Se rompieron las relaciones diplomáticas con Chile por la hostilización a peruanos en Arica y Tacna (1901). Estas se reanudarían en 1905, para volverse a romper en 1908.
- Se instaló la compañía estadounidense Cerro de Pasco Mining Company (luego llamada Cerro de Pasco Copper Corporation), para explotar las minas de la sierra central.
- Se firmó el Tratado Osma-Villazón con Bolivia.
- Se impulsó el desarrollo agrícola, para lo cual fundó la Escuela Nacional de Agricultura.
- Auge exportador de algodón y azúcar

### Gobierno de Manuel Candamo Iriarte (1903-1904)
- Líder del Partido Civil y acaudalado hombre de negocios, fue elegido con una abrumadora mayoría, debido en parte a la negativa del Partido Demócrata a presentar candidato a la presidencia.
- Inicia una enérgica política ferrocarrilera, presentando al Senado un proyecto para el estudio y construcción de ferrocarriles en distintos lugares de la República.
- Se inaugura el primer ferrocarril eléctrico transurbano llamada la Oroya (1904) cuya ruta era Lima-Chorrillos.
- Falleció a los 8 meses de asumir su mandato, víctima de una enfermedad, siendo reemplazado por el vicepresidente Serapio Calderón, quien convocó a elecciones.

### Primer gobierno de José Pardo y Barreda (1904-1908)
- En las elecciones de 1904, José Pardo, joven líder del Partido Civil (aliado con el Partido Constitucional o cacerista), se enfrentó con el viejo caudillo Nicolás de Piérola (de la alianza demócrata-liberal). Pero poco ante de los comicios, Piérola renunció a su candidatura, aduciendo falta de garantías. Fue así como Pardo se hizo fácilmente del triunfo.
- Se creó la caja de depósitos y consignaciones, actualmente el Banco de la Nación.
- Se hizo una radical reforma de la educación pública. Decretó la educación primaria gratuita y obligatoria, a cargo del gobierno central (hasta entonces había estado en manos de los municipios).
- Se dio un gran fomento a la educación con la creación de instituciones como la Escuela Normal de Varones y Escuela de Artes y Oficios.
- Se mandó elaborar el reglamento y legislación del trabajo a cargo de José Matías Manzanilla.
- Se empezó la construcción de algunos ferrocarriles, como la línea de Sicuani a Cuzco y la de La Oroya a Huancayo.
- Se permitió el ingreso de las mujeres a la universidad.
- Se preocupó por la defensa nacional, repotenciando la marina de guerra con la adquisición de dos cruceros: Almirante Grau y Coronel Bolognesi.
- Su ministro más destacado fue Augusto B. Leguía (Hacienda).

### Primer gobierno de Augusto B. Leguía (1908-1912)
- Augusto Leguía fue el candidato oficialista a la presidencia en 1908 y no contó con rivales de peso, pues Piérola, una vez más, se abstuvo de presentar su candidatura. Debido a ello, Leguía se hizo fácilmente del triunfo.
- Un grupo de pierolistas secuestró a Leguía e intentó infructuosamente hacerle firmar su renuncia, en la Plaza Bolívar (Sublevación del 29 de mayo de 1909).
- El partido civil se dividió entre los leales a Pardo y los seguidores de Leguía.
- Se agudizaron los problemas limítrofes con los países vecinos, resaltando el enfrentamiento con Colombia y la tensión con Ecuador.
- Con Chile se produce un incidente diplomático, llamado el “incidente de la corona”, cuando el ministro chileno en el Perú quiso obsequiar una corona de bronce durante la inauguración del monumento de la Cripta de los Héroes peruanos caídos en la guerra del Pacífico. El canciller peruano Melitón Porras Osores rechazó esa ofrenda, pues a su entender, no correspondía a los verdaderos sentimientos del gobierno chileno, que continuaba con su desalmada política de chilenización en Tacna y Arica. El ministro chileno se retiró ofendido a su país (1908).
- Se firmó con Bolivia el Tratado Polo-Bustamante y con Brasil el Tratado Velarde-Río Branco, finiquitándose así, definitivamente, las fronteras con ambos países.
- Se concedió apoyo a los colonos para que explotasen el caucho en la Amazonía.
- Se aprobó la ley N.º 1378 sobre accidentes de trabajo, una de las 10 leyes del proyecto Manzanilla.
- Creación del Conservatorio Nacional de Música.
- Hubo un auge en referencia al caucho
- se creó la compañía administradora del Guano (1909)

### Gobierno de Guillermo Billinghurst (1912-1914)
- Exalcalde de Lima, su candidatura a la presidencia, presentada en último momento, tuvo el apoyo de las clases populares. Fue apodado Pan Grande por su campaña a favor del abaratamiento de los alimentos. Enfrentó al candidato oficialista Ántero Aspíllaga.
- Durante la campaña electoral, Billinghurst exigió la anulación de los comicios y que la elección del presidente se trasladara al Congreso. Amparado por las masas, su pedido fue acatado por el Congreso, que lo eligió presidente.
- No obstante, careció de mayoría en el Congreso, debido a que este se renovaba cada dos años por tercios. Billinghurst encontró una mayoría civilista y leguiísta en el parlamento que se le mostró muy hostil.
- Reivindicó los derechos obreros, lo que le atrajo la animadversión de la oligarquía. La clase trabajadora se vio así alentada a hacer sus reclamos, a través de una serie de huelgas.
- Estableció las 8 horas de trabajo para los obreros del muelle del Callao.
- Ante la anunciada apertura del Canal de Panamá al comercio marítimo, se emprendió una política de mejoramiento de los servicios portuarios, especialmente del Callao.
- Se implantó el curso de Religión en los colegios y escuelas normales.
- Fundación de la Escuela de Enseñanza Doméstica, destinada a la preparación de mujeres de escasos medios económicos.
- La Empresa del Agua Potable de Lima pasó a la administración directa del Estado.
- Fallecimiento de Nicolás de Piérola, el 23 de junio de 1913.
- Intentó disolver el Congreso, que estaba controlado por los civilistas y los leguiístas, hecho que aceleró su caída a través de un golpe de Estado.
- En su gobierno se descubrió Machu Picchu a cargo del explorador y político estadounidense Hiram Bingham III.

### Gobierno de Óscar R. Benavides (1914-1915)
- Llegó al poder mediante un golpe de Estado militar. Encabezó una Junta de Gobierno y luego fue nombrado Presidente Provisorio por el Congreso.
- Desarrolló un breve gobierno con el cual devolvió el poder a la oligarquía civilista.
- Estalló la rebelión campesina en Puno, liderada por Rumi Maqui a causa de la explotación y el latifundismo.
- Se inició la Primera Guerra Mundial, que tendría graves efectos en la economía.
- Se convocó a una convención de partidos políticos para designar una candidatura de unificación con miras a las elecciones de 1915. Participaron los partidos Civil, Constitucional y Liberal; el Partido Demócrata se abstuvo de participar. El designado como candidato fue José Pardo, expresidente y líder del civilismo, que derrotó ampliamente al candidato demócrata Carlos de Piérola.

### Segundo gobierno de José Pardo y Barreda, segundo civilismo (1915-1919)
- Este fue el último gobierno de la llamada República Aristocrática la cual dio inicio al Oncenio de Leguía a través del golpe de Estado de 1919.
- A este periodo se le denomina Renacimiento Civilista.
- A este gobierno le tocó enfrentar las consecuencias de la Primera Guerra Mundial en el aspecto económico, en el Perú teníamos una sólida moneda de oro "la libra peruana" y con la amenaza de que se suscitara una brusca parálisis económica se dieron los "billetes fiscales".
- El estallido y desarrollo de la Primera Guerra Mundial repercutió en la economía peruana porque provocó el aumento de las exportaciones hasta en 300 %, en beneficio de los agro-exportadores y empresas mineras.
- Hubo escasez de alimentos, ya que muchos agricultores preferían cultivar algodón para la exportación y no alimentos, generando desabastecimiento y el aumento de los precios de dichos productos.
- Los obreros reclamaban, a través de huelgas y paros, por el abaratamiento de las subsistencias, la implantación de la jornada de las 8 horas y otras reivindicaciones laborales.
- El 15 de enero de 1919 se dio un decreto que establecía las 8 horas de trabajo, para frenar así la lucha obrera. A pesar de esta conquista, el movimiento obrero continuó su lucha, esta vez contra el alza del costo de vida, siendo reprimido severamente por el gobierno (como ocurrió con el gran paro del 27 de mayo al 2 de junio de 1919).
- Los servicios públicos (agua, luz, desagüe, teléfono) y la banca nacional experimentaron un crecimiento expansivo sin precedentes. Una prueba es que Lima era entonces la única capital latinoamericana cuyos servicios eran íntegramente nacionales.
- El 26 de diciembre de 1918 el Congreso del Perú aprobó una ley que autorizaba al Estado a someter el asunto de La Brea y Pariñas a un arbitraje internacional.
- En lo referente a las relaciones con los países vecinos, se rompieron las relaciones consulares con Chile, en protesta por los excesos cometidos por este país en su política de chilenización sobre Tacna y Arica (1918). De ese modo, la ruptura con Chile fue total, pues desde hacía varios años no habían relaciones diplomáticas entre ambos países.
- Se estableció la libertad de cultos, haciéndose la reforma constitucional respectiva (11 de noviembre de 1915).

| Predecesor: Reconstrucción Nacional | Historia republicana del Perú 1895-1919 | Sucesor: Oncenio de Leguía |